# Хакамада, Сатоми
Сатоми Хакамада (11 августа 1904 — 10 мая 1990) — общественный деятель в периоды Тайсё и Сёва, бывший член Коммунистической партии Японии. Был активистом коммунистической партии с эпохи нелегальной политической партии (Вторая коммунистическая партия) до войны, а после войны стал заместителем председателя партии. В 1977 году его исключили из партии за нарушение дисциплины.

## Хронология
Родился 11 августа 1904 года в деревне Симода, округ Камикита, префектура Аомори (ныне город Оирасэ). В 1919 году, после окончания начальной школы, переехал в Токио и поступил в неполную среднюю школу Когёкуса, но бросил учёбу. Работая телеграфистом и консервным мастером, стал участником рабочего движения и вступил в Объединённый профсоюз профсоюзов Токио.
В 1925 году он уехал в Советский Союз и учился в Коммунистическом университете трудящихся Востока в Москве. В 1927 году вступил в Коммунистическую партию Советского Союза. В 1928 году окончил университет и вернулся в Японию. Вместе с Кендзи Миямото и другими начал восстанавливать Коммунистическую партию Японии. Однако был арестован за нарушение Закона о поддержании мира и отбывал срок в тюрьме Сакаи.
В 1932 году, после освобождения из тюрьмы, скрывался в подполье и работал в коммунистическом партийном движении, в том числе в качестве члена Токийского горкома. В 1933 году был избран членом ЦК Коммунистической партии Японии. В 1935 году Кэндзи Миямото и других руководителей арестовывают одного за другим, оказывается в тюрьме и Хакамада. В заключении он остается необращенным. Газеты, сообщавшие об аресте, назвали его последней крупной шишкой. В 1945 году был освобождён вместе с другими членами Коммунистической партии. С тех пор он был членом ЦК, Политбюро КПЯ и исполнительным членом партии.
В 1950 году входил в интернациональную фракцию из-за партийного раскола, вызванного критикой Коминформа. В конце того же года, как представитель международной фракции, тайно покинул страну, чтобы просить Коммунистическую партию Китая и Советский Союз вмешаться в проблему партийного раскола, и отправился в Китай, где находится пекинский институт. В 1951 году посетил Москву вместе с Кюити Токуда, Сандзо Носака и Рюдзи Нисидзава. После критики Сталиным за партийный раскол представил Токуде самокритику. Целью визита партии в Москву было обсуждение новой программы (впоследствии программы 1951 гола), но Хакамада в обсуждении не участвовал и был вызван после встречи Токуды со Сталиным, чтобы услышать его мнение. Позднее Хакамада вспоминал: «Сталинское величие в то время было для нас, коммунистов, абсолютным, и мы не могли пойти против него».

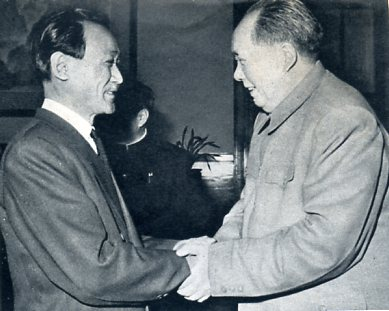
Сатоми Хакамада и Мао Цзэдун, 1964 год

В 1955 году участвовал в разработке резолюции Рокузенкё о пересмотре линии партии на вооруженную борьбу. В 1959 году баллотировался на очередных выборах в 5-ю Палату советников, но потерпел поражение. В 1970 году был назначен заместителем председателя партии. За это время посетил Советский Союз и Китай от имени партии .
После войны выступал в качестве представителя Кендзи Миямото по связям с общественностью и продолжал продвигаться по мере того, как Миямото захватывал власть внутри партии.
В апреле 1977 года за критику линии Миямото в отношении линии расширения партии его членство в партии было приостановлено. После этого он атаковал партию и Миямото в еженедельных журналах в связи с делом о шпионском расследовании. Это стало проблемой из-за основного принципа устава партии: «Не поднимать проблем внутри партии вне партии». Он был исключен из ЦКК партии на основании «нарушения дисциплины», в своё отсутствие.
В ноябре 1978 года опубликовал книгу мемуаров «Вчерашний товарищ Кендзи Миямото» в издательстве Синтёся. Книга привлекла большое внимание в основном со стороны антикоммунистических кругов. В декабре следующего года опубликовал «Мою послевоенную историю» в "Асахи Симбун". В 1988 году проиграл иск по гражданскому делу о сдаче дома, принадлежавшего Коммунистической партии, в котором Хакамада продолжал проживать, хотя и не имел никакого отношения к партии после своего исключения.
Умер 10 мая 1990 года. По советским документам, обнародованным после его смерти, выяснилось, что он и Санзо Носака (впоследствии он был исключен, поскольку был признан виновным в серьёзном дисциплинарном нарушении и признал его) имели частые тайные контакты с Советским Союзом. На самом деле Хакамада разоблачил подозрения в отношении Носаки ещё до того, как его исключили из коммунистической партии Японии. Коммунистическая партия Японии выпустила множество брошюр и книг в рамках своей «антикоммунистической кампании по уничтожению токсинов».

## Семья
Младший брат — Муцуо Хакамада — член Коммунистической партии Японии, перешедший на сторону Советского Союза. Профессор Университета Аояма Сигэки Хакамада и российский политик Ирина Муцуовна Хакамада — сын и дочь (брат и сестра по отцу) Муцуо, племянник и племянница Сатоми.